# Tottenham (circonscription britannique)
Pour les articles homonymes, voir Tottenham.
Circonscription parlementaire de la Chambre des communes
La circonscription de Tottenham est une circonscription électorale anglaise située dans le Grand Londres, et représentée à la Chambre des communes du Parlement britannique depuis 2000 par David Lammy du Parti travailliste.

## Géographie
La circonscription comprend :
- La partie est du borough londonien de Haringey
- Les quartiers de Harringay, Hornsey, Tottenham et Tottenham Hale

## Députés
Les Members of Parliament (MPs) de la circonscription sont :
1885-1918
| Législature                                      | Années    | Député | Député        | Parti        |
| ------------------------------------------------ | --------- | ------ | ------------- | ------------ |
| Tottenham issue de Middlesex                     |           |        |               |              |
| 23e                                              | 1885–1886 |        | Joseph Howard | Conservateur |
| 24e                                              | 1886–1892 |        | Joseph Howard | Conservateur |
| 25e                                              | 1892–1895 |        | Joseph Howard | Conservateur |
| 26e                                              | 1895–1899 |        | Joseph Howard | Conservateur |
| 27e                                              | 1900–1906 |        | Joseph Howard | Conservateur |
| 28e                                              | 1906–1910 |        | Percy Alden   | Libéral      |
| 29e                                              | 1910–1910 |        | Percy Alden   | Libéral      |
| 30e                                              | 1910–1918 |        | Percy Alden   | Libéral      |
| Remplacée par Tottenham North et Tottenham South |           |        |               |              |

Depuis 1950
| Législature                                   | Années        | Député       | Député             | Parti                    |
| --------------------------------------------- | ------------- | ------------ | ------------------ | ------------------------ |
| Recréée de Tottenham North et Tottenham South |               |              |                    |                          |
| 39e                                           | 1950–1951     |              | Frederick Messer   | Travailliste co-opératif |
| 40e                                           | 1951–1955     |              | Frederick Messer   | Travailliste co-opératif |
| 41e                                           | 1955–1958     |              | Frederick Messer   | Travailliste co-opératif |
| 42e                                           | 1959–1961     |              | Alan Grahame Brown | Travailliste             |
| 42e                                           | 1961-1962     |              | Alan Grahame Brown | Indépendant              |
| 42e                                           | 1962-1964     |              | Alan Grahame Brown | Conservateur             |
| 43e                                           | 1964–1966     |              | Norman Atkinson    | Travailliste             |
| 44e                                           | 1966–1969     |              | Norman Atkinson    | Travailliste             |
| 45e                                           | 1970–1974     |              | Norman Atkinson    | Travailliste             |
| 46e                                           | 1974–1974     |              | Norman Atkinson    | Travailliste             |
| 47e                                           | 1974–1979     |              | Norman Atkinson    | Travailliste             |
| 48e                                           | 1979–1981     |              | Norman Atkinson    | Travailliste             |
| 49e                                           | 1983–1987     |              | Norman Atkinson    | Travailliste             |
| 50e                                           | 1987–1992     | Bernie Grant |                    | Travailliste             |
| 51e                                           | 1992–1997     | Bernie Grant |                    | Travailliste             |
| 52e                                           | 1997–2000     | Bernie Grant |                    | Travailliste             |
| 52e                                           | 2000-2001     | David Lammy  |                    | Travailliste             |
| 53e                                           | 2001–2005     | David Lammy  |                    | Travailliste             |
| 54e                                           | 2005–2010     | David Lammy  |                    | Travailliste             |
| 55e                                           | 2010–2015     | David Lammy  |                    | Travailliste             |
| 56e                                           | 2015–2017     | David Lammy  |                    | Travailliste             |
| 57e                                           | 2017–2019     | David Lammy  |                    | Travailliste             |
| 58e                                           | 2019–2024     | David Lammy  |                    | Travailliste             |
| 59e                                           | 2024–en cours | David Lammy  |                    | Travailliste             |

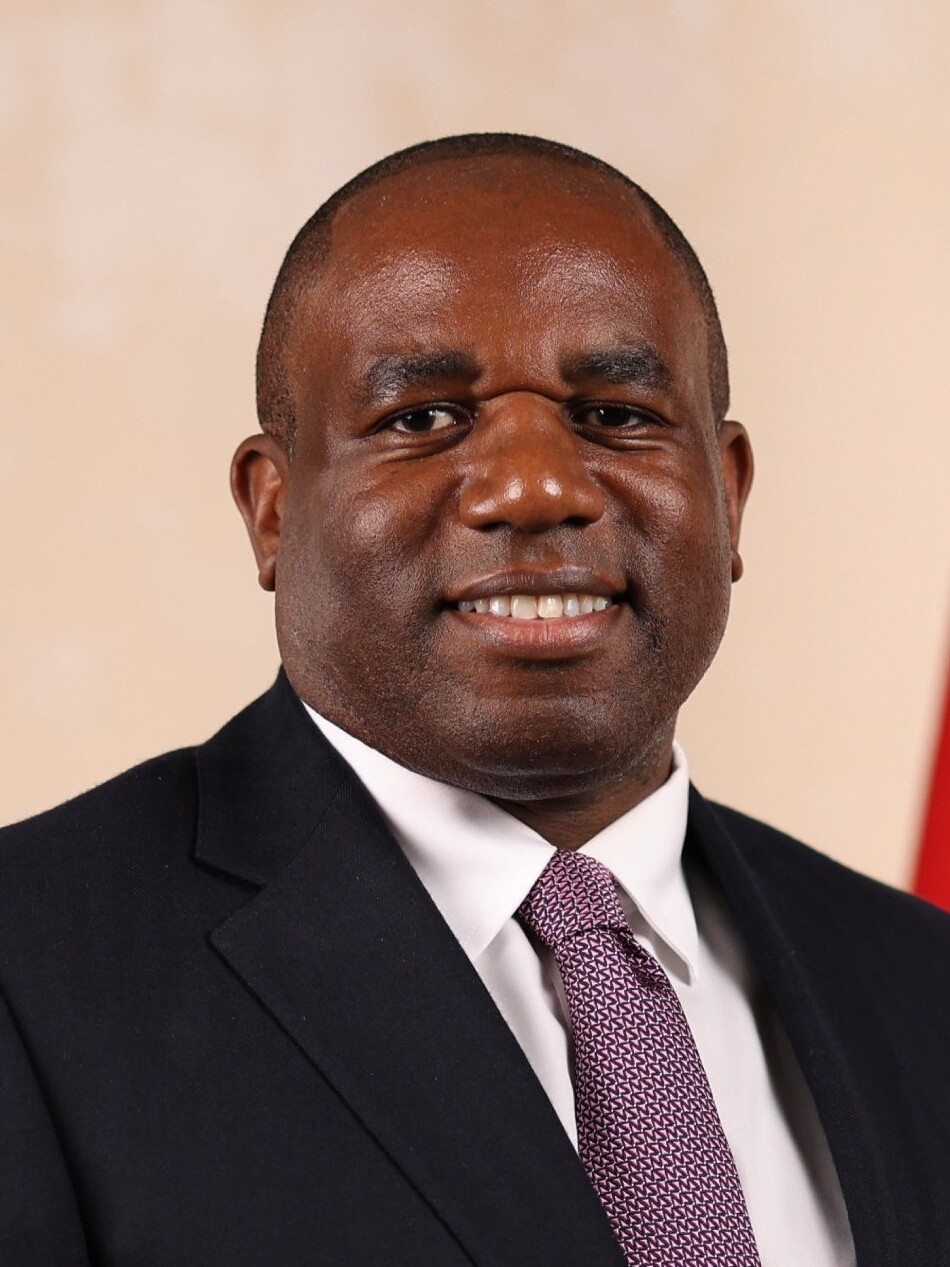
David Lammy (2000-en cours)